# Смирнов, Александр Александрович (партийный деятель)
Алекса́ндр Алекса́ндрович Смирно́в — советский хозяйственный, государственный и политический деятель.

## Биография
Родился в 1911 году в Ветлужском уезде. Член КПСС с 1940 года.
С 1931 года — на хозяйственной, общественной и политической работе. В 1931—1973 гг. — председатель заводского комитета Стрелицкого лесопильного завода, заведующий сектором культурно-массовой работы и технической пропаганды, и.о. секретаря, и.о. председателя Горьковского крайкома Союза рабочих лесной и деревообрабатывающей промышленности, ответственный секретарь Ждановского райкома ВЛКСМ, участник Великой Отечественной войны, инспектор политотдела 2-й Гвардейской армии, заведующий военным отделом Горьковского горкома ВКП(б), 1-й секретарь Куйбышевского, 1-й секретарь Сормовского райкомов КПСС города Горького, заведующий отделом отдел партийных, профсоюзных и комсомольских органов Горьковского обкома КПСС, секретарь Горьковского промышленного обкома КПСС, председатель комитета народного контроля Горьковского обкома КПСС.
Делегат XIX съезда КПСС.
Умер в Горьком в 1973 году.